# Air Marshals – Horrorflug ins Ungewisse
Air Marshals – Horrorflug ins Ungewisse (Originaltitel: Air Marshal) ist ein US-amerikanischer Actionfilm aus dem Jahr 2003. Die Regie führte Alain Jakubowicz. Die Hauptrolle verkörperte Dean Cochran als Brett Prescott. Der Film erschien in Deutschland in zwei Fassungen: einer stark gekürzten FSK-16-Version und einer ungekürzten FSK-18-Fassung.

## Handlung
Brett Prescott ist ein ehemaliger CIA-Agent, der für den Vorgänger der Special Activities Division arbeitete und somit auf Anti-Terror-Bekämpfung spezialisiert ist. Nach einem Unfall, der ihn bis heute traumatisiert, hat er seinen Job an den Nagel gehängt und arbeitet als Flugsicherheitsbegleiter auf Langstreckenflügen. Doch der nächste Flug wird für Brett zum nackten Kampf ums Überleben. Saudi-arabische Terroristen mit amerikanischen Pässen entführen einen angeblichen Großraumjet vom Typ Boeing 777 – tatsächlich erscheint im Film allerdings eine Tupolev 134 – und wollen ein Selbstmordattentat auf einen amerikanischen Flugzeugträger verüben. Der einzige Mann, der sie aufhalten kann, ist Prescott. Zusammen mit einer Flugbegleiterin nimmt er den aussichtslosen Kampf auf.

## Hintergrund
Viele Kritiken bezeichnen Air Marshals als schlechten und brutalen Film, weil er an die Terroranschläge am 11. September 2001 erinnere und keine eigene Geschichte zu erzählen habe. Air Marshals erhielt eine Goldene Himbeere. Von vielen wird der Film eine billige Kopie von Passagier 57 genannt.

## Fassungen
Die DVD-Version von Air Marshals ist in Deutschland mit der FSK-Einstufung „Keine Jugendfreigabe“ erschienen. Tatsächlich ist diese Fassung um knapp drei Minuten gekürzt. Im Free-TV wird Air Marshals in einer FSK-16-Version ausgestrahlt.